# 오만 제국

오만 제국의 영토

오만 제국은 포르투갈 및 영국과 페르시아만 및 인도양에서 영향력을 행사하던 해양 제국이었으며, 19세기 전성기에는 오만의 영향력과 지배력은 호르무즈 해협을 넘어 현재의 이란과 파키스탄에까지 미쳤고 델가 도 곧까지 미쳤다. 1856년 사이드 빈 술탄(술탄 빈 아흐마드의 아들) 사후 제국은 2개의 술탄 국가로 분할 되었고 마지드 빈 사이드가 지배하는 아프리카(잔지바르의 술탄 국가)와 투와이니 빈 사이드가 지배하는 아시아(무스카트와 오만 술탄 국가)로 분할 되었다.

## 역사

### 지역 강국
교역로(交易路) 상의 전략적 장소에 있는 무스카트는 1507년에서 1650년 사이에 포르투갈 제국의 지배 하에 놓여 있었다. 그러나 포르투갈인 이 오만 전체를 지배하는 데 성공한 것은 아니다. 17세기 중반 오만족은 무스카트에서 포르투갈인들을 몰아내었다.
1696년 사이프 빈 술탄의 통치 아래 오만 함대가 몸바사를 공격해 2500명의 민간인이 피신한 포르투갈의 포트 예수를 포위했다. 보루 포위는 33개월 만에 끝났고 굶어 죽어버린 수비대는 오만군에게 항복을 전했다. 그 후도 지갑 빈·술탄은 아프리카 동해안 진출을 계속했다. 1783년 오만 제국 은 현재의 파키스탄 과달까지 동쪽으로 확장돼 있었다. 오만은 또 서(西) 인도의 포르투갈 기지를 계속 공격했지만 어느 곳도 정복하지 못했다. 북부에서는 오만은 페르시아 만으로 이동하고 페르시아인에게서 바레인을 빼앗고 몇 년 간 바레인을 보유하고 있었다. 오만인의 세력 확대와 남하의 영향력 확대에는 오만인 이민에 의한 잔지바르의 첫 대규모 입식이 포함된다.

### 야루바 왕조
오만의 농업은 지갑 빈 술탄의 치하에서 상당히 개선되어 가고 있었다. 그는 오만 내륙부에 물을 공급한 것으로 알려졌으나 동시에 연안 알 바티나 지방에 대추야자를 심고 오만 아랍인들에게 내륙부에서 이주해 해안가에 정착할 것을 권유했다. 오만 내부에 있는 알 하무라 마을은 새로 건설된 큰 파라지로 관개 시스템을 개량했고, 야르바 왕조는 와디 바니 아우프 연변의 테라스 등 정착촌과 농업에 대한 대규모 투자를 지원했던 모양이다. 사이프 빈 술탄은 새 학교를 세웠다. 그는 루스타크 성을 거성으로 삼고 부르잘리아 풍력 발전소를 증축했다.
사이프 빈 술탄은 1711년 10월 4일 죽었다. 그는 루스타크 성에 호화로운 무덤에 묻혔다가 나중에 와하비 장군들에 의해 파괴됐다. 사후 그는 28척의 배, 700명의 남자 노예, 오만 다테 다테기의 3분의 1을 포함한 막대한 부를 가졌다고 전해진다. 그는 아들에게 뒤를 이었다. 술탄 빈 사이프 2세(1711년-1718년)는 루스타크에서 해안에 걸친 알하즘에 수도를 건설했다. 현재는 마을에 불과하며 1710년 경 그가 지은 대요새의 흔적이 남아 있으며 그곳에는 그의 무덤이 있다.

### 대영제국의 보호국
조카가 죽은 뒤 정권을 장악하고 다수의 포함과 화물선을 추가함으로써 이미 강력한 함대를 강화한 술탄 빈 아흐마드는 몸바사를 마주이 일족으로부터 탈환해 현재의 사우디아라비아에서 확산되는 운동을 격퇴하고 카시족을 유지하기 위해 강력한 동맹국을 필요로 했다. 페르시아의 도시 렌게하에서 오만에 온 부족 그는 영국에서 유능한 동맹국을 발견했다. 영국은 당시 전 세계로 제국을 확대했다. 강력한 해양 국가였다. 18세기 후반 제 2대 영국 제국은 프랑스와 전쟁 중이었으며, 프랑스 황제 나폴레옹 보나파르트가 인도 침공 도중에 페르시아를 행진 하여 무스카트를 사로잡을 계획을 세우고 있음을 알고 있었다. 1798년 영국과 오만은 "통상항해조약"에 합의했다.
술탄 빈 아흐마드는 인도에서 영국의 이익을 내걸었고, 그의 영토는 프랑스 영토가 되었다. 페르시아만 에 영국 동(東)인도 회사에 최초의 무역 거점을 개설하고 영국 영사관을 무스카트에 부임시켰다. 보나파르트를 물리침과 동시에 영국은 오만과의 조약의 또 다른 동기를 부여하고 있었다.그것은 1772년 영국에서 불법으로 선언된 노예 제도를 폐지하도록 술탄 에게 압력을 가하고 싶었다. 당시 아프리카에서 오만으로의 무역은 여전히 활발했으며, 포르투갈의 과잉 수출 관세로 모잠비크에서 인도로의 상아 공급이 끊기자 잔지바르의 핵심 무역 거점 지위는 더욱 강화되었다. 업체들은 대신 상아를 잔지바르 경유로 발송했을 뿐이다. 오만 함정이 걸프 만에서 끊임없이 몸싸움을 벌이자 술탄 은 열광했다. 1804년에 페르시아만 에 배가 침입했을 때, 사이이드·술탄이 들탄에 머리를 맞고 렌화 에 매장되었다.

### 미국과의 관계
1833년 9월 21일 역사적인 우호 무역 조약이 미국과 체결되었다. 미국과 아랍 제국에 의해서 책정된 제 2차 무역 조약이다(모로코는 1820년에 처음). 미국과 오만은 둘 다 이익을 얻는 입장에 있었다. 왜냐하면 미국은 영국이나 프랑스와는 달리 중동에 영토적 야심을 갖지 않고 상업에만 관심을 가졌기 때문이다. 1840년 4월 13일 알 술타나호는 뉴욕에 기항해 아랍특사로는 처음으로 신세계를 방문했다. 그의 56명의 아랍인 선원들은 그 번영하는 대도시의 30만 주민들 사이에 큰 소란을 일으켰다. 알·스르타나는 상아, 페르시아 융단, 향신료, 커피, 데이트는 물론, 마틴·반·뷰렌 대통령에게의 호화로운 선물을 가지고 있었다. 알 술타나의 방문은 4개월 가까이 이어졌지만 그동안 사절로 처음 미국을 방문한 아랍인 사절 아흐메드 빈 나흐만 알 카비(매사추세츠주 피바디 박물관의 오만과 잔지바르에 초상화가 남아있다)와 그 관리들은 주와 시의 주요 인사로 대접 받았다. 그들은 공적 기관에 의한 결의를 받아 뉴욕시를 안내 받아 수십 년 후에는 아라비아어를 구사하는 이민의 식민지가 되는 지구를 시찰했다. 빈 나어만의 호스트 중에는 코넬리어스 밴더빌트 제독이 있는데, 그 집에서 윌리엄 H 주지사를 면회했다. 스워드와 리처드 멘토 존슨 부사장. 아흐메드 빈 나흐만 알 카비의 미국 방문은 행복한 일이었으며 그가 출국할 준비를 하자 미국은 알 술타나를 완전히 수복하고 술탄의 선물을 그에게 보냈다.

### 알 부사드 왕조의 빈 술탄
사이드 빈 술탄은 1792년부터 1804년까지 오만을 지배했던 술탄 빈 아흐마드의 아들이다. 술탄 빈 아흐마드는 1804년 바스라 원정 중 사망했다. 모하메드 빈 나시르 빈 모하메드 알자부리를 두 아들 살림 빈 술탄과 사이드 빈 술탄의 섭정 겸 후견인으로 임명했다. 술탄의 동생이자 소하르의 지배자인 카이스 빈 아흐마드는 권력 장악을 시도하기로 결심했다. 1805년 초 카이스와 동생 모하메드는 해안을 따라 남하하다 무트라 섬을 쉽게 붙잡았다. 이후 카이스는 무스카트를 포위하기 시작했다. 모하메드 빈 나실은 카이스에게 떠나도록 뇌물을 주려 했으나 성공하지 못했다.
모하메드 빈 나실이 바도르 빈 세이프에게 도움을 청했다. 일련의 계약 후에 카이스는 소하르로 은퇴해야만 했다. 바드르 빈 사이프가 실효 지배자가 되었다. 바드르 빈 세이프는 와하비족과 동맹하면서 점점 인기가 없어졌다. 바드르 빈 사이프는 구를 없애기 위해 살림 빈 술탄을 바티나 해안의 알 마냐 주지사로, 사이드 빈 술탄을 바르카 주지사로 임명했다..
1806년 사이드 빈 술탄은 바드르 빈 사이프를 바르카로 유인해 근처에서 그를 살해했다. 사이드는 오만의 지배자로 선언됐다. 무슨 일이 있었는지 여러 가지 설명이 있지만 사이드 씨가 첫 번째 타격을 받았고 그의 지지자들이 일을 마친 것은 분명하다. 그는 출국한 와하비족의 해방자로 국민의 칭송을 받았다. 카이스 빈 아흐마드는 즉각 사이드를 지지했다. 와하비파의 반응에 신경질적으로 반응하며 사이드는 살해 책임을 모하메드 빈 나시르에게로 돌렸다.

### 제국의 분열
서독 빈 술탄이 죽은 뒤 왕위를 놓고 대립하는 아들들 사이에 균열이 생겼고, 왕가 내 균열은 서독 빈 술탄이 죽은 뒤에도 드러났다. 마지드가 아버지의 죽음을 모른다는 것을 깨달은 바르가슈는 몰래 상륙해 무토니의 궁전과 잔지바르 요새를 제압하려 했으나 충분한 지지자를 모으지 못하고 저지당했다.
1856년 10월 28일 마지드는 잔지바르의 술탄이라고 선언했다. 이 소식을 듣고 오만으로 배가 보내졌지만 1844년 7월 23일 후계자로 지명됐으며 오랜 기간 무스카트 주지사와 사이드군 최고사령관을 지내온 사이드의 장남 트와이니는 마지드의 승인을 거부하고 곧바로 무력으로 잔지바르를 탈환하려 했다. 이 전쟁의 결과로 영국령 인도 정부는 이 지역의 안정에 관심을 가지고 분쟁의 중재자가 되었다. 영국령 인도 총독 캐닝 경은 중재 속에서 제국을 두 개의 별도의 술탄 국가로 분할하기로 결정했다. 잔지바르의 술탄산염은 마지드 빈 사이드, 사이드의 전 동아프리카 지역 지사, 무스카트와 오만의 술탄산염은 투와이니 빈 사이드에 의존하고 있다. 1862년 3월 10일 영국과 프랑스에 의해 파리에서 잔지바르 보증조약이 조인 되었으며 양측은 오만의 술탄과 잔지바르 술탄의 독립을 존중하기로 합의하였다. 그는 잔지바르 관계 단절로 오만에 경제적 손실이 생긴 것을 인식하고 마지드가 보상으로 연간 4만 마리아 테레살라를 지급해야 한다고 주장했지만 지불이 이뤄지지 않아 1년 만에 정지됐다.

## 참고 문헌
1. ↑  “A History of Oman”. 《www.rafmuseum.org.uk》 (영어). 2014년 10월 9일에 원본 문서에서 보존된 문서. 2018년 8월 9일에 확인함.
2. ↑  Limbert 2010.
3. ↑  JPM Guides 2000.
4. ↑  Miles, Samuel Barrett (1919). 《The Countries and Tribes of the Persian Gulf》. Garnet Pub. ISBN 978-1-873938-56-0. 2013년 11월 19일에 확인함.
5. ↑  Eilts, Hermann Frederick (1962). 《Ahmad bin Na'aman's mission to The United States in 1840 : the voyage of Al-Sultanah to New York City》 (PDF). Massachusetts: Massachusetts. 2021년 10월 12일에 원본 문서 (PDF)에서 보존된 문서. 2020년 11월 17일에 확인함.
6. 1 2 3  Miles 1919.
7. ↑  《The Rough Guide to Oman》. Gavin Thomas. 226쪽.